# Adelheid Torhorst

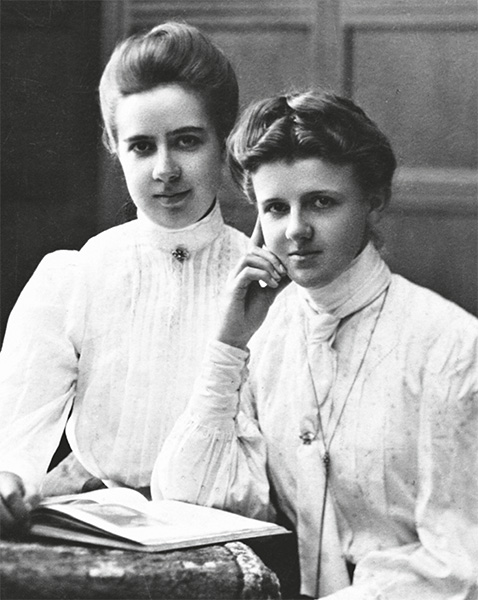
Adelheid Torhorst (links) und ihre Schwester Marie (1911)

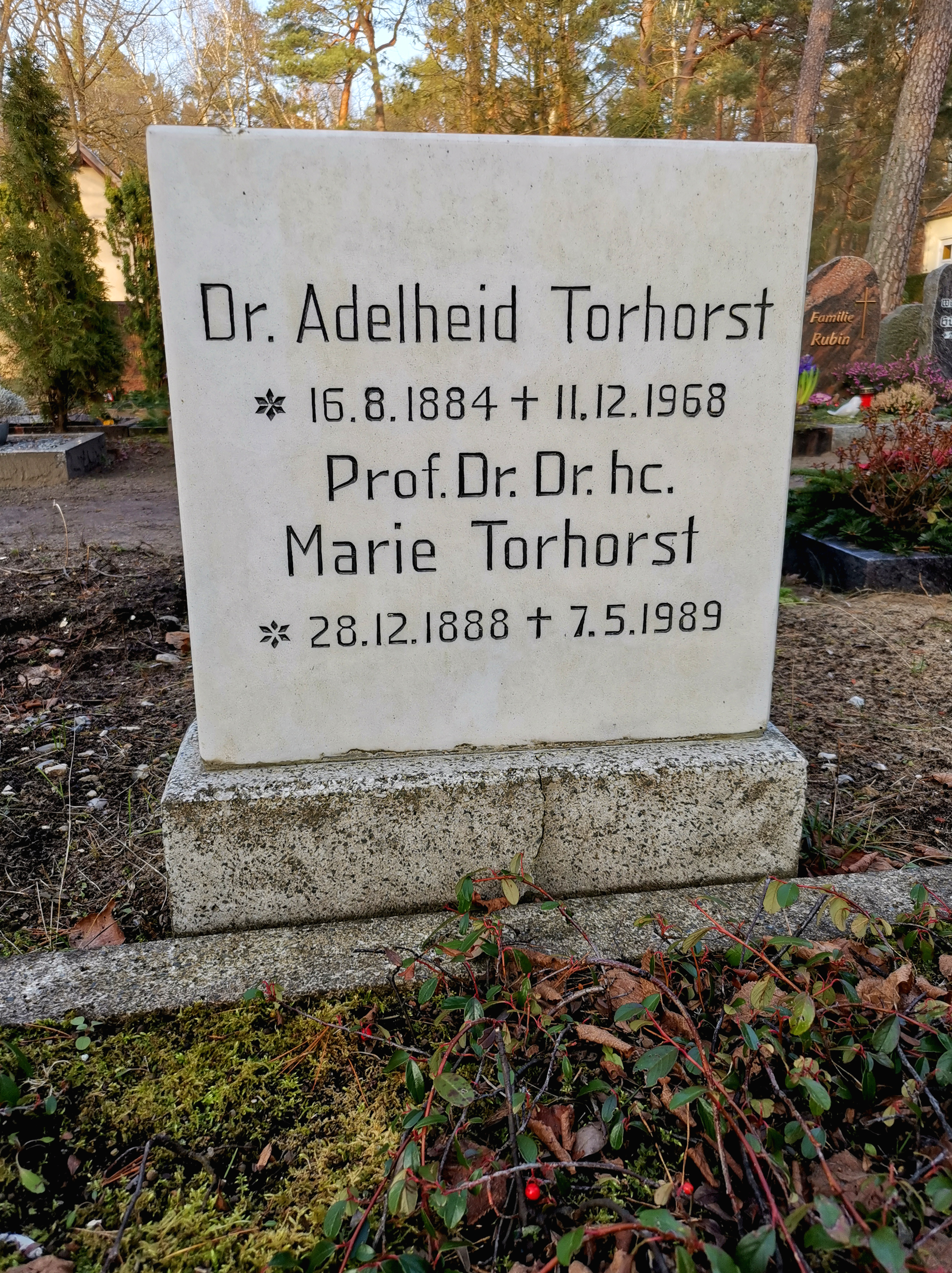
Grabstelle auf dem Friedhof Lehnitz

Adelheid Torhorst (* 16. August 1884 in Ledde, Westfalen; † 11. Dezember 1968 in Lehnitz) war eine deutsche Pädagogin und Politikerin.

## Leben
Torhorst wurde im westfälischen Ledde, Kreis Tecklenburg (Westfalen), als Tochter des Pastors Arnold Torhorst (1841–1909) und seiner Frau Luise, geb. Smend (1847–1923) geboren. Sie hatte insgesamt sechs Geschwister, besonders die Beziehung zu ihrer vier Jahre jüngeren Schwester Marie Torhorst (1888–1989) war sehr eng. Beide beeinflussten sich zeitlebens in ihrem bildungspolitischen Denken und Handeln. 
Von 1896 bis 1901 besuchte Adelheid eine Höhere Töchterschule (Lyzeum). Danach begann sie im Oberlyzeum im Stift Keppel eine Ausbildung zur Lehrerin, die sie 1904 mit der Anerkennung der Lehrbefähigung für Mittelschulen und Höhere Mädchenschulen abschloss. Von 1905 bis 1907 war sie als Haus-Erzieherin in Mecklenburg tätig, 1908 / 1909 als Lehrerin an der Höheren Privat-Mädchenschule in Wittenberg. Nach dem Tod des Vaters 1909 und dem Umzug der Familie nach Bonn bereitete sie sich neben einer Tätigkeit als Lehrerin auf ihr eigenes Abitur vor, das sie Ostern 1910 als „Externe“ am Königlichen Realgymnasium in Trier bestand. Im selben Jahr begann sie das Studium der Reinen und Angewandten Mathematik in Bonn.
Dort sollte sich ab 1913 auch ihre Schwester Marie im selben Fach immatrikulieren. Als „Studentinnen der zweiten Generation“ waren Adelheid und Marie Torhorst Ausnahmen unter den Studierenden. Das gewählte Studienfach Mathematik war indes unter Frauen dieser Generation recht populär. Wahrscheinlich wurde ihre Wahl von dem Umstand begünstigt, dass Preußen an den höheren Mädchenschulen mathematisch-naturwissenschaftlichen Unterricht eingeführt hatte. So erschien eine Tätigkeit als Mathematiklehrerin trotz der damals vorgeschriebenen Entlassung einer Beamtin im Falle ihrer Heirat („Beamtenzölibat“) für die Planung eines unabhängigen Berufslebens attraktiv. Darüber hinaus belegt die im Jahre 1915 mit Eduard Study als Doktorvater abgeschlossene Promotion mit dem Titel Die rationale Normalfläche vierter Ordnung des R5 und ihre Projektionen in den vier- und dreidimensionalen Raum ihr Interesse für Mathematik. Nach dem Abschluss für die Anstellungsfähigkeit als Oberlehrerin an Höheren Schulen schloss sie ein Zweitstudium in Germanistik in Bonn 1918 erfolgreich ab. In den Jahren 1918–1921 war sie als Studienrätin an der Städtischen Studienanstalt mit Lyzeum (Viktoria-Schule) in Essen tätig. 
Der Erste Weltkrieg (1914–1918) stellte für sie eine bedeutende Zäsur dar. Geprägt durch diese Erfahrungen trat Adelheid Torhorst ein Jahr nach dem Kriegsende in die USPD ein. Im Jahre 1922 wechselte sie – sechs Jahre vor ihrer Schwester Marie – in die SPD, deren Mitglied sie bis 1931 blieb. Von 1924 bis 1931 war sie Mitglied, ab 1927 Sekretärin des Bundes der freien Schulgesellschaften Deutschlands (Unterverband Bezirk Düsseldorf). Im Rahmen dieses Amtes nahm sie unter anderem am Treffen des Bundes der freien Schulgesellschaften Deutschlands in Magdeburg teil, der zu dem Grundthema „Soziologie und Schule“ stattfand. Darüber hinaus war sie im Jahre 1929 Delegierte zur Reichstagung des Bundes der freien Schulgesellschaften in Braunschweig und SPD-Delegierte zum SPD-Parteitag in Magdeburg. Ihr Kampf um die Weltlichkeit von Schule und Unterricht stieß in jenen Schaffensjahren immer wieder an die Grenzlinien der eigenen Partei. Dies zeigt sich beispielsweise anhand der Kontroverse mit dem Berliner SPD-Stadtrat und Reichstagsabgeordneten Kurt Löwenstein. Am 1. September 1931 trat Adelheid Torhorst öffentlich von der SPD in die KPD über. 
Wie viele ihrer politischen Weggefährten musste Torhorst mit der Machtübernahme der Nationalsozialisten im Januar 1933 ins Ausland (Niederlande) emigrieren. Die zwölf Jahre währende Phase der NS-Diktatur (1933–1945) bedeutete für sie ein Dasein im Untergrund. 
Nach dem Ende der NS-Diktatur und dem Zweiten Weltkrieg (1939–1945) siedelte sie im April 1949 zu ihrer Schwester Marie nach Weimar über. Gemeinsam zogen diese im Jahre 1951 nach Lehnitz im Kreis Oranienburg. Ab dem Jahre 1961 arbeitete sie an persönlichen Erinnerungen und Analysen zur weltlichen Schulbewegung und dem Bund der freien Schulgesellschaften in der Weimarer Republik, die allerdings erst nach ihrem Tode (1968) veröffentlicht wurden.

## Ehrungen
Die Torhorst-Gesamtschule in Oranienburg ist nach Adelheid und Marie Torhorst benannt.

## Werke
- Die rationale Normalfläche vierter Ordnung des R5 und ihre Projektionen in den vier- und dreidimensionalen Raum. Dissertation, Tübingen 1915.
- Zur weltlichen Schulbewegung in der Weimarer Republik. Persönliche Erinnerungen und Analysen. Hrsg. von Karl-Heinz Günther, Akademie der pädagogischen Wissenschaften der DDR, Berlin 1972.